# Schulwerkstatt-Verlag
Der Schulwerkstatt-Verlag ist ein inhabergeführter Bildungsverlag mit Sitz in Karlsruhe. Er wurde 2007 von dem Realschullehrer Clemens Muth gegründet.

## Schwerpunkte, Autoren
Die Schwerpunkte des Verlags liegen im Bereich von Lernhilfen, Unterrichtshilfen (Kommunikation, Lehrerausbildung) und Ratgebern (Schulübergang, Berufswahl), sowie Lernkarteien. Dabei legt er Wert auf eine knappe Darstellung und einen praktischen Ansatz.
Die Autoren der Publikationen sind Pädagogen, dazu gehören Birgit Ebbert, Reinhold Miller, Christian Stang und Eva Christian.

## Ökologische Produktion in Deutschland
Der Schulwerkstatt-Verlag versucht, alle Artikel in Deutschland herstellen zu lassen, was teilweise in einer benachbarten Behinderten-Werkstätte geschieht. Dabei werden möglichst umweltfreundliche Produkte und Produktion angestrebt.